# Білоножко Степан Юхимович
Степан Юхимович Білоножко (1 травня 1919, село Митченки, Конотопський повіт, Чернігівської губернії — 9 грудня 1978, Москва) — радянський військовий діяч, генерал-полковник (1970 рік), відомий колекціонер мисливських трофеїв. Депутат Верховної Ради СРСР 8—9 скликань (1970—1978).

## Біографія до війни
Народився і виріс на Чернігівщині, в Бахмацькому районі (на той час у Конотопському повіті), в родині селян. За національністю українець.
У Червоній армії з 1937 року. Закінчив Саратовське бронетанкове училище в 1939 році. З 1939 року — командир танкового взводу, командир роти в автомобільному батальйоні. Учасник Радянсько-фінської війни 1939—1940 роках. Був поранений. З березня 1941 року — ад'ютант, старший ад'ютант танкового батальйону.

## Друга Світова війна
Воював у Другій світовій з січня 1942 року. Був офіцером зв'язку 140-ї танкової бригади. З травня 1942 року — старший помічник начальника штабу автобронетанкового управління 12-ї армії на Південному фронті, з вересня 1942 року — заступник командира танкового батальйону, з жовтня 1943 року — начальник оперативного відділу автобронетанкового управління Північної групи військ Закавказького фронту, з березня 1943 року — помічник начальника штаб розвідки, потім заступник начальник штабу 92-й танкової бригади на Північно-Кавказькому фронті, з жовтня 1943 рік — заступник начальник штабу з оперативної роботи 19-ї гвардійської танкової бригади, з березня 1945 р. — начальник штабу 16-ї самохідно-артилерійської бригади.
Член ВКП(б) з 1943 року.
Особливо відрізнився у битві за Кавказ, у Білоруській стратегічній наступальній операції, у Берлінській наступальній операції. Війну закінчив майором. За роки війни поранений 4 рази і одного разу контужений.

### Служба після війни
У 1950 році закінчив Військову академію ім. Фрунзе. Служив начальником оперативного відділення і начальником штабу дивізії. У 1957 році закінчив Вищу військову академію ім. Ворошилова, а в 1969 і в 1977 роках — Вищі академічні курси при цій академії. З грудня 1957 року — командир 20-ї танкової дивізії. З травня 1963 року — перший заступник командувача армією. З 1964 по 1967 роки — головний військовий радник в Сирії. Одночасно з грудня 1965 року знаходився на посаді заступника командуючого Одеського військового округу, але фактично увесь час до 1967 року знаходився в Сирії. З серпня 1967 року служив у військах Об'єднаних Збройних сил держав-учасників Варшавського договору. 7 травня 1960 року отримав звання генерал-майора.
З 1968 року — 1-й заступник командувача, а з січня 1970 року — командувач військами Туркестанського військового округу.
Лікувався від ниркової недостатності в Києві. Помер у грудні 1978 року в Москві, у віці 59 років. Похований на Новодівочому цвинтарі.

## Колекції тварин
Користуючись своїми можливостями під час служби, активно займався трофейним полюванням. За роки служби в Середній Азії зібрав величезну колекцію, яка включала переважно ссавців, як копитних, так і хижих, а також великих птахів. Незадовго до смерті опинився в Києві, в лікарні в Феофанії, де лікував нирки. Там відбулася зустріч з керівниками зоологічного музею Центрального науково-природничого музею АН УРСР, під час якої було домовлено передати більшу частину колекції до музею. Проте невдовзі помер, і за колекцією було відряджено одного з молодих науковців ЦНПМ Юрія Міщенка. Вдова, попри заповіт, категорично відмовлялася передавати колекцію, проте, зважаючи на приїзд з далекої академічної установи науковця, погодилася зібрати невеликий контейнер трофеїв, який і було доставлено до Києва та виставлено в експозиції ННПМ. Ці зразки зберігаються в музеї дотепер. Доля інших зразків залишилася невідомою.
Мисливські пригоди Степана Білоножка докладно описані у книзі Едуарда Нордмана «Штрихи к портретам: Генерал КГБ рассказывает» у розділі «Шараф Рашидов». Його неодноразово звинувачували у надмірному браконьєрстві, проте все це залишалося непідтвердженим, а в перевірених випадках — наклепом, для чого використовували традиційну для радянських часів практику анонімок (автори яких були встановлені дуже швидко в рамках системи відслідковування анонімників).

## Нагороди
- Орден Леніна, Два ордени Червоного Прапора, орден Олександра Невського, Орден Вітчизняної війни 2 ст., Орден Червоної Зірки, Орден «За службу Батьківщині у Збройних Силах СРСР» 3 ст., Медаль «За оборону Кавказу», іноземні ордени та медалі.

## Вшанування
Пам'ять про Степана Юхимовича Білоножка живе в Митченках: у 2000 році вулицю, на якій народився і провів юнацькі роки видатний полководець, перейменовано на його честь.